# Odontophrynus americanus
Odontophrynus americanus és una espècie de granota que viu a l'Argentina, el Brasil, el Paraguai, Uruguai i, possiblement també, a Bolívia.